# Світ-цвинтар
«Світ-цвинтар» (англ. «Cemetery World») — науково-фантастичний роман Кліффорда Сімака, вперше виданий у 1973 році..

## Передісторія
Після ядерної війни більша частина людства покинула Землю і розселилася на планетах, в інших зоряних системах. Через деякий час на своїй прабатьківщині людства заповзятливі підприємці вирішили створити елітне кладовище, де мерці «поверталися б до свого коріння». Так була заснована компанія «Мати-Земля, Інк.», а на Землі виникло величезне кладовище, що займає значну частину поверхні планети. Дія роману відбувається приблизно через 10 000 років після війни.

## Персонажі
- Флетчер Карсон — головний герой з планети Олден, фахівець із композиції, вигадує за допомогою спеціального робота особливі графічні композиції.
- Елмер — попутник Карсона, вільний робот, створений ще на Землі для складання військових машин.
- Бронко — великий складний робот, за допомогою якого Карсон складав свої композиції.
- Синтія Лансінг — мешканка Олдена, яка комплексує з приводу того, що в її роду не було успішних і відомих представників.
- Максвелл Пітер Белл — керівник північноамериканського відділення фірми «Мати-Земля, Інк.».
- Душолюб — представник стародавньої іншопланетної раси, який облаштувався на Землі для збору і зберігання артефактів людської культури.

## Сюжет
Флетчер Карсон разом з двома роботами прибуває на Землю, щоб записати нову композицію. Белл відразу намагається його завербувати для роботи на Кладовищі, а коли він відмовляється, починає влаштовувати Карсону різні перешкоди. Вже після прибуття Карсон зустрічає Синтію, у якої свої цілі на Землі — знайти напівміфічний скарб, що збирався протягом довгого часу таємничими інопланетними прибульцями. Разом вони починають подорож покинутою планетою, однак Карсону не вдається зайнятися створенням своєї композиції, оскільки вир подій змушує його компанію постійно ховатися від недоброзичливців і вплутуватися в розкриття незаконних махінацій, які провертає «Мати-Земля, Інк.», а також інших таємниць прабатьківщини людства.